# Fanny Tacchinardi-Persiani
Pour les articles homonymes, voir Tacchinardi.
Fanny Tacchinardi-Persiani, née à Rome le 4 octobre 1812 et morte à Neuilly-sur-Seine le 3 mai 1867, est une chanteuse d'opéra italienne.

## Biographie
Fille du ténor Nicola Tacchinardi (1772-1859), Fanny Tacchinardi épouse à 18 ans le compositeur Giuseppe Persiani (1804-1869).
Elle débute à Livourne en 1832 et devient l’interprète de Bellini et de Donizetti. En 1835, elle crée Lucia di Lammermoor au San Carlo de Naples, qui devient son rôle fétiche. Elle fait ensuite une grande carrière internationale, se produisant dans toutes les cours européennes. 
En 1852, sa voix faiblit et elle décide de se consacrer à l’enseignement, conjointement avec son mari, à Paris. 
Soprano lyrique léger, sa voix était peu étoffée, mais brillante. Fort juste et très sûre dans les aigus, elle pouvait monter sans effort jusqu'au fa au-dessus de la portée (fa5).
Elle est enterrée au cimetière ancien de Neuilly-sur-Seine (division 2), aux côtés de Giuseppe Persiani.

## Hommages
Dans Madame Bovary, roman de Gustave Flaubert paru en 1857, Léon Dupuis, le clerc de notaire qui entreprend de séduire Emma Bovary, se vante auprès d'elle d'avoir vu se produire Rubini, Tamburini, Persiani et Grisi.

## Sources
- Roger Blanchard et Roland de Candé, Dieux et Divas de l’Opéra, Plon, 1986